# Every Six Seconds
Every Six Seconds es el segundo álbum de estudio de la banda estadounidense de nu metal Saliva. Fue lanzado el 21 de marzo de 2001. En junio de 2001, el álbum fue certificado platino por la RIAA.
Las canciones "Superstar" y "Click Click Boom" se incluyen en la película Rápido y Furioso, pero no están en la banda sonora oficial; el video de "Click Click Boom" se incluye en el DVD de la edición especial. "Superstar" fue utilizado como el tema de la canción de la WWE Wrestlemania X8 (18) , donde la banda interpretó la canción en vivo. "Click Click Boom" también fue utilizado como tema musical para el evento de pay-per-view WWE No Mercy en octubre de 2001.
El título del álbum hace referencia a un mito urbano que los hombres pensarían en sexo cada seis segundos, tal como se sugiere en efecto por la cubierta vagamente sugerente.

## Lista de canciones
| N.º | Título                   | Escritor(es)                          | Duración |  |
| 1.  | «Superstar»              | Josey Scott                           | 4:03     |  |
| 2.  | «Musta Been Wrong»       | Scott, Wayne Swinny, Chris D'Abaldo   | 3:33     |  |
| 3.  | «Click Click Boom»       | Scott, D'Abaldo, Swinny, Bob Marlette | 4:12     |  |
| 4.  | «Your Disease»           | Scott, D'Abaldo, Swinny               | 4:00     |  |
| 5.  | «After Me»               | Scott, D'Abaldo                       | 3:52     |  |
| 6.  | «Greater Than/Less Than» | Scott, Marlette                       | 4:50     |  |
| 7.  | «Lackluster»             | Scott, Marlette                       | 5:12     |  |
| 8.  | «Faultline»              | Scott, Dave Novotny                   | 3:49     |  |
| 9.  | «Beg»                    | Scott, Novotny                        | 3:40     |  |
| 10. | «Hollywood»              | Scott                                 | 3:50     |  |
| 11. | «Doperide»               | Scott, D'Abaldo, Swinny               | 3:26     |  |
| 12. | «My Goodbyes»            | Scott, Marlette                       | 6:29     |  |

## Posicionamiento en lista
Álbum
| Año  | Lista           | Posición |
| ---- | --------------- | -------- |
| 2001 | Top Heatseekers | 1        |
| 2001 | Billboard 200   | 56       |

Sencillos
| Año  | Sencillo           | Lista                  | Posición |
| ---- | ------------------ | ---------------------- | -------- |
| 2001 | "Click Click Boom" | Mainstream Rock Tracks | 15       |
| 2001 | "Click Click Boom" | Modern Rock Tracks     | 25       |
| 2002 | "Your Disease"     | Mainstream Rock Tracks | 3        |
| 2002 | "Your Disease"     | Modern Rock Tracks     | 7        |
| 2002 | "After Me"         | Mainstream Rock Tracks | 31       |